# عفت (فیلم)
«عفت» (انگلیسی: Chastity (film)) فیلمی در ژانر رمانتیک و درام است که در سال ۱۹۶۹ منتشر شد. از بازیگران آن می‌توان به شر و باربارا لندن اشاره کرد.